# Illinois (rzeka)
Illinois (ang. Illinois River) – rzeka w Stanach Zjednoczonych, jeden z większych dopływów rzeki Missisipi, o długości 439 km i z dorzeczem 104 tys. km². Przepływa skosem przez środkową część stanu Illinois. W dawnych czasach ważna droga wodna Indian i francuskich traperów i handlarzy skórami, jako główny szlak wodny łączący jezioro Michigan z rzeką Missisipi. Pierwsze osady wzdłuż jej biegu tworzyły tzw. "Kraj Illinois". Po wybudowaniu kanałów Illinois-Michigan i Hennepin w XIX wieku znaczenie żeglugowe rzeki zmalało.
Rzeka Illinois powstaje przez połączenie rzek Kankakee i Des Plaines na obszarze północnego stanu Illinois, ok. 16 km od miasta Joliet. Stamtąd Illinois płynie na zachód, mijając miasteczka Morris i Ottawa, gdzie wpadają do niej dopływy Mazon i Fox. W okolicach miasta LaSalle wpada do niej dopływ Vermilion, a za Spring Valley, w hrabstwie Bureau, skręca gwałtownie na południe, mijając Peorię, największe miasto w jej biegu.
Na południe od Peorii dołącza do niej rzeka Mackinaw. Potem przepływa przez rezerwat Chautauqua, zbiera jeszcze dopływy rzek Spoon, Sangamon, La Moine i Macoupin Creek, by wpaść do Missisipi w pobliżu miasteczka Grafton, ok. 40 km od St. Louis. W rzeczywistości od Hennepin rzeka płynie starym korytem Missisipi, które przestało istnieć ok. 150 tys. lat temu, gdy rozpoczęła się era lodowcowa. Obecny bieg rzeki uformował się ok. 10 tysięcy lat temu.
W czasach ery nowożytnej bieg rzeki był domeną konfederacji plemion indiańskich znanej jako Illiniwekowie. Francuzi pojawili się tu w roku 1673. Pierwszą europejską osadą była misja jezuicka założona przez o. Marquette w okolicach miejsca znanego jako "Skała głodu" (ang. Starved Rock, dzisiaj Park Stanowy), później przeniesiona do Creve Coeur w okolicach dzisiejszej Peorii.
W latach 1905–1915 rzeka dostarczała największych (po rzece Kolumbia) ilości ryb słodkowodnych w USA. Dzisiaj, choć jej znaczenie zmalało, to jednak nadal jest jednym ze znaczących dostawców ryb oraz jako droga wodna dla transportu płodów rolnych na południe.

## Miejscowości wzdłuż rzeki
- Bath
- Beardstown
- Browning
- Chillicothe
- Creve Coeur
- East Peoria
- Florence
- Hardin
- Havana
- Hennepin
- Henry
- Kampsville
- Kingston Mines
- LaSalle
- Lacon
- Liverpool
- Marseilles
- Meredosia
- Morris
- Naples
- Naplate
- Oglesby
- Ottawa
- Pekin
- Peoria
- Peoria Heights
- Peru
- Rome
- Seneca
- Spring Bay
- Spring Valley
- Valley City